# Trácia Oriental

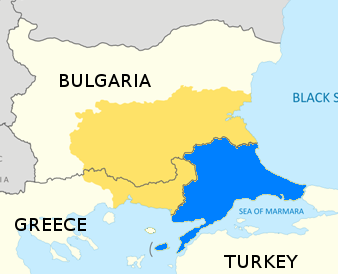
Trácia Oriental (azul) dentro da Trácia (amarelo)

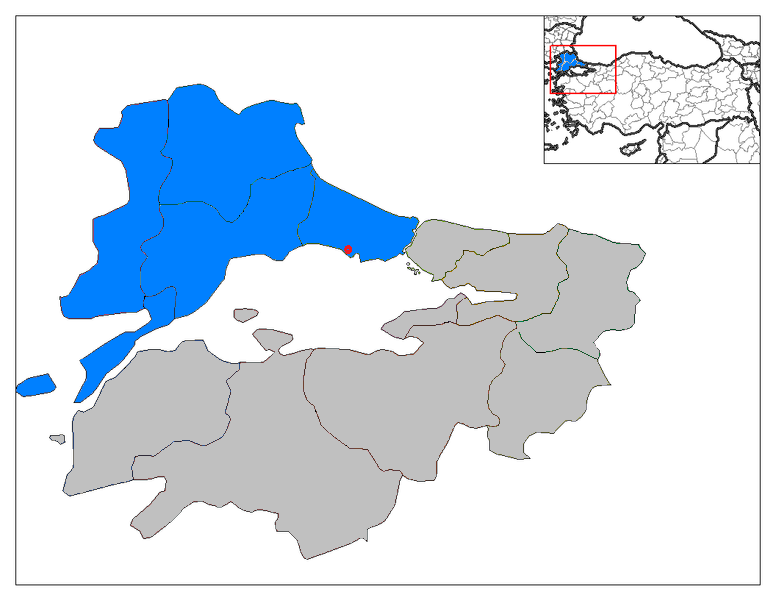
Trácia Oriental

A Trácia Oriental (em búlgaro:  Източна Тракия, Iztochna Trakiya; em grego:  Ανατολική Θράκη; em turco:  Doğu Trakya), Trácia Turca, ou Turquia Europeia é a parte da moderna república da Turquia que fica no continente europeu, na parte oriental da região histórica da Trácia consistindo em 3.1% do território turco. Mais de 96% da Turquia situa-se na Anatólia, parte da Ásia Menor. A Trácia Turca inclui o centro histórico da parte ocidental de Istambul (em grego:  Κωνσταντινούπολη), bem como as cidades de Edirne (a antiga Adrianópolis, capital histórica do vilaiete otomano que incluía a Trácia), Tequirda, Chorlu, Lüleburgaz e Querclareli.

## Geografia
A Trácia Oriental tem uma área de 23 757 quilómetros quadrados (9 172 milhas quadradas), a densidade populacional é de cerca de 515 quilómetros quadrados, em comparação com cerca de 98 quilómetros quadrados na Turquia asiática. Os dois continentes são separados pelos Dardanelos, o Bósforo (conhecidos coletivamente como estreitos turcos) e o Mar de Mármara, uma extensão de cerca de 361 km (224 mi). O extremo sul da Trácia oriental é designado por península de Galípoli. A região leste é delimitada a oeste pela Grécia e a norte pela Bulgária, com o mar Egeu a sudoeste e o mar Negro a nordeste, que demarca a fronteira terrestre entre a Grécia e a Turquia, e forma também a linha natural entre a Trácia ocidental e a Trácia oriental.

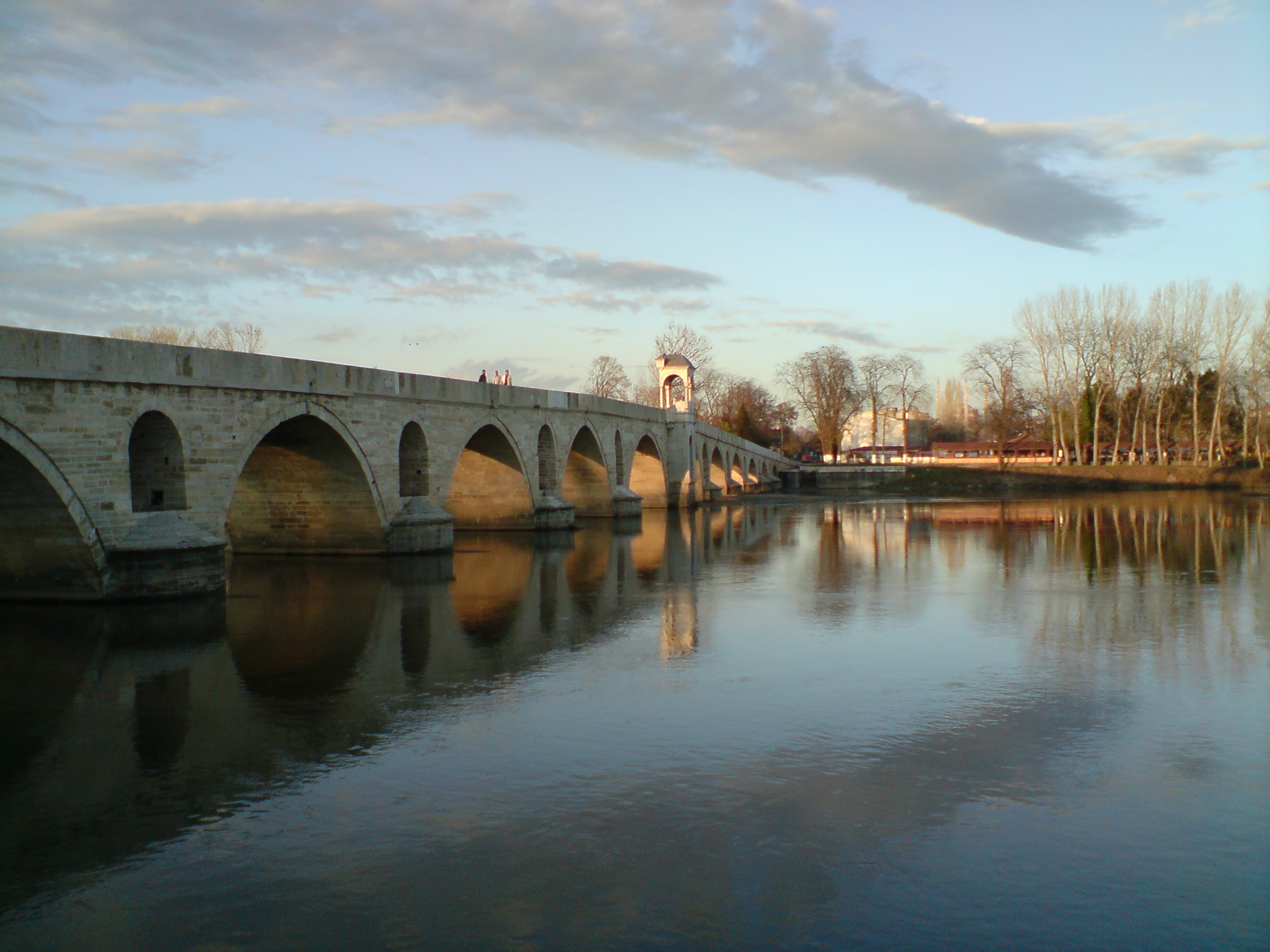
O rio Maritsa, que forma a fronteira terrestre entre a Grécia e a Turquia, marca também a fronteira natural entre a Trácia Ocidental e a Trácia Oriental

| Província          | Área km2 | População (2022) | Densidade /km2 |
| ------------------ | -------- | ---------------- | -------------- |
| Chanacale (Europa) | 1,528    | 63,016           | 41             |
| Edirne             | 6,074    | 414,714          | 68             |
| Istambul (Europa)  | 3,563    | 10,241,510       | 2,874          |
| Querclareli        | 6,278    | 369,347          | 59             |
| Tequirda           | 6,313    | 1,142,451        | 181            |
| Trácia Oriental    | 23,757   | 12,231,038       | 515            |
| % do nacional      | 3.1%     | 14.3%            | 452%           |

- Source: Citypopulation.de mirroring data from: State Institute of Statistics, Republic of Turkey (web).|língua=EN

A região inclui as províncias de Edirne, Querclareli e Tequirda, bem como as partes europeias de Istambul e Chanacale. Istambul, a Península de Guelibolu (Galípoli) e Gökçeada (ambas parte de Chanacale) não são hoje consideradas parte da Trácia pelos turcos.

## Demografia
A maioria da população muçulmana residente é descendente dos Muhacir, que inclui Turcos dos Balcãs, Turcos Búlgaros na Turquia, Tribo Amuca, Albaneses na Turquia, Bósniacos na Turquia, Gajal, Pomaks na Turquia, Megleno-romenos, Vallahades, Tártaros da Crimeia na Turquia, Circassianos na Turquia e Romanis da Turquia.
| Província                                     | Área (km²) | População (censo 2008) | Densidade populacional (por km²) |
| --------------------------------------------- | ---------- | ---------------------- | -------------------------------- |
| Províncias que ficavam no Vilaiete de Edirne: |            |                        |                                  |
| Edirne                                        | 6 279      | 394 644                | 62,8                             |
| Querclareli                                   | 6 550      | 336 942                | 51,4                             |
| Tequirda                                      | 6 218      | 770 772                | 123,9                            |
| Sub-total                                     | 19 047     | 1 502 358              | 78,8                             |
| Istambul (parte europeia)                     | 3 421      | 8 232 849              | 2 406,5                          |
| Chanacale (parte europeia)                    | 1 296      | 64 268                 | 49,5                             |
| Total                                         | 23 764     | 9 799 745              | 824,7                            |